# Gerd-Rüdiger Puin
Gerd Rüdiger Puin (né en 1940 à Königsberg) est un savant allemand spécialiste de l'étude textuelle du Coran et sur l'étude et l'interprétation scientifique des manuscrits anciens. C'est aussi un spécialiste de la paléographie arabe. Il a notamment enseigné à l'Université de la Sarre.

## La découverte du Coran de Sana'a
Gerd Puin était à la tête d'un projet de restauration, commandé par le gouvernement yéménite, projet qui exigeait de consacrer beaucoup de temps à examiner les anciens manuscrits coraniques découverts à Sanaa, au Yémen en 1972, afin de trouver des critères pour les cataloguer de façon systématique. Selon le journaliste et écrivain Toby Lester, son examen a révélé « certains ordres des versets qui n'étaient pas conformes à la tradition, des variations mineures dans les textes, et des styles rares d'orthographe ainsi que des embellissements artistiques ». Les textes ont été rédigés en écriture arabe Hijazi primitive et réunissent des morceaux des plus anciens Corans connus. Une partie des papyrus sur lesquels le texte apparaît montre manifestement des traces d'une utilisation antérieure, du fait qu'on voit encore sur eux des signes écrits délavés. En 2008 et 2009, le Dr Elisabeth Puin a publié des résultats détaillés de l'analyse du manuscrit de Dâr al-Makhtûtât (Sanaa) DAM 01,27-1 qui prouvent que le texte était toujours en train d'être travaillé entre la scriptio inférieure et la scriptio supérieure du palimpseste,.
Plus de 15 000 feuilles des Corans yéménites ont été minutieusement nettoyées, traitées, classées, répertoriées et photographiées, et 35 000 photos sur microfilms ont été prises à partir des manuscrits. Certaines des remarques initiales de Puin concernant ses découvertes se retrouvent dans son essai intitulé « Observations sur les premiers manuscrits du Coran à Sanaa » qui a été réédité dans le livre What the Koran Really Says par Ibn Warraq.

## Repenser le Coran
Dans l'article d'Atlantic Monthly de 1999 donné en référence ci-dessous, on rapporte que Gerd Puin a dit : « Selon moi le Coran est une sorte de cocktail de textes qui n'ont pas tous été compris, même à l'époque de Mahomet. Beaucoup d'entre eux peuvent même être antérieurs à l'Islam lui-même d'une centaine d'années. Même dans les traditions islamiques il existe un énorme corpus d'informations contradictoires, y compris un important substrat chrétien ; on peut si l'on veut en tirer toute une anti-histoire islamique.
Le Coran affirme au sujet de lui-même qu'il est « mubeen » c'est-à-dire « clair », mais si vous regardez bien, vous remarquerez que pratiquement une phrase sur cinq n'a tout simplement pas de sens. Beaucoup de musulmans – et d'orientalistes – vous soutiendront le contraire, bien sûr, mais c'est un fait qu'un cinquième du texte coranique est purement et simplement incompréhensible. C'est ce qui est à la source de l'anxiété traditionnelle concernant la traduction. Si le Coran n'est pas compréhensible, si même en arabe on ne peut pas le comprendre, alors il est intraduisible. C'est ce dont les gens ont peur. Et puisque le Coran affirme à plusieurs reprises qu'il est clair, mais que de toute évidence il ne l'est pas, comme vous le diront même des personnes qui parlent l'arabe, il y a là une contradiction. Il faut faire quelque chose.
Le spécialiste des manuscrits coraniques François Déroche précise que le manuscrit de Sana'a est fidèle au corpus d'Othmân ibn Affân qui est connu et édité de nos jours. Et il précise que la question de l'historique de la rédaction du Coran, et la thèse d'une rédaction remontant à une période haute, après le VIIIe siècle est désormais insoutenable, en ces termes. Il ne croit pas que ce texte ait été définitivement fixés sous le calife Othman, disant: La tradition islamique affirme qu'il a voulu fixer le texte afin d'éviter les divergences dans sa récitation. Or l'écriture hedjazienne d'alors, trop imparfaite, ne permet pas d'empêcher ces divergences. Au mieux, elle offre un support minimal, acceptable par les différents lecteurs. Au contraire, il estime que le Coran voulu par Othman n’est pas aussi fermé, fixe qu’il le deviendra à compter du IXe siècle.
Cependant, plusieurs années plus tard, en 2005 Manfred Kropp souligne que l'étude des manuscrits n'a révélé que des erreurs rares attribuables naturellement à des fautes de copistes et souligné que les manuscrits sont conformes (dans le rasm consonantique de base au corpus d'Uthman). En 2007, François Déroche a souligné que le rasm des manuscrits de Sana'a reste très fidèle au corpus disponible actuellement, mais qu'il existe des manuscrits dans lesquels les sourates sont organisées dans d'autres ordres chronologiques.
Tarif Khalidi affirme que la compréhension musulmane traditionnelle du développement du Coran est toujours vraie en gros et il affirme « Je n'ai pas encore rien vu qui fût susceptible de changer radicalement mon point de vue »
Selon Jones (Qui ?) le Coran de Sana'a pourrait n'être qu'une mauvaise copie qu'utilisaient des personnes auxquelles le texte othmanien n'était pas encore parvenu[réf. nécessaire]. « Il n'est pas exclu qu'après la promulgation du texte othmanien, il lui ait fallu beaucoup de temps pour se propager. »
Toutefois, l'article note une réaction musulmane positive vis-à-vis de la recherche de Puin. Salim Abdullah, directeur des Archives islamiques allemandes, affilié à la Ligue islamique mondiale, a déclaré quand on l'a prévenu de la controverse que les travaux de Puin pourraient déclencher : «  J'ai grande envie qu'une discussion de 
cette sorte ait lieu sur ce sujet. »[réf. nécessaire]

## Publications
- Ohlig, Karl-Heinz ; Puin, Gerd-Rüdiger (2007). (de) Die dunklen Anfänge. Neue Forschungen zur Entstehung und frühen Geschichte des Islam (3e éd.). Berlin: Verlag Hans Schiler.  (ISBN 978-3-89930-128-1). LCCN 2006374620. OCLC 173644215.
- Ohlig, Karl-Heinz; Puin, Gerd-Rüdiger (2009). The hidden origins of Islam : new research into its early history (1re éd.). Amherst, NY : Prometheus Books.. LCCN 2008049  (ISBN 978-1-59102-634-1). OCLC 179808111.
- Hans-Caspar Graf von Bothmer, Karl-Heinz Ohlig, Gerd-Rüdiger Puin (1999). "« Über die Bedeutung der ältesten Koranfragmente aus Sanaa (Jemen) für die Orthographiegeschichte des Korans ». In : Neue Wege der Koranforschung. In: New Ways in Quran Research (PDF, 0.4 MB). magazin forschung (Saarland University) 1999 (1): 37–40. ISSN 0937-7301.